# さよなら Beautiful Days/千年たっても
『さよなら Beautiful Days／千年たっても』（さよなら ビューティフル・デイズ／せんねんたっても）は、LINDBERGの11作目のシングル。

## 概要
2週連続リリース第1弾で、初の両A面シングル。
「さよなら Beautiful Days」は、本作のシングルと同月に発売されたベスト『FLIGHT RECORDER 1989-1992 -little wing-』に収録されたバージョンが異なっており、シングルは曲の終盤で一度フェードアウト～フェードイン～フェードアウトの流れになっているのに対して、ベストアルバムのバージョンは、最後のフェードアウト1回のみでフェードアウトまでの時間が長くなっている。

## 収録曲
1. さよなら Beautiful Days (4:00)
（作詞：渡瀬マキ　作曲：小柳昌法　編曲：井上龍仁、LINDBERG）
2. 千年たっても (4:09)
（作詞：渡瀬マキ　作曲：川添智久　編曲：井上龍仁、LINDBERG）
3. さよなら Beautiful Days（カラオケ）(4:00)